# Пам'ятки Дубна
У місті Дубно нараховується 59 пам'яток історії і 12 пам'яток монументального мистецтва.

## Пам'ятки історії
| №  | назва | адреса                                                               |
| -- | --- | -------------------------------------------------------------------- |
| 1  | Військове кладовище | вул. Іванова, 26, військове кладовище                                |
| 2  | Братська могила Радянських воїнів та тувинських добровольців                                                                | вул. Замкова, 1                                                      |
| 3  | Мем. дошка на будинку, де жив Герой Радянського Союзу І. І. Іванов, який здійснив 22 липня 1941 р таран фашистського літака | вул. Ворошилова, 88                                                  |
| 4  | Пам'ятник Герою Радянського Союзу І. І. Іванову                                                                             | вул. Шевченка, 51                                                    |
| 5  | Меморіальна дошка на честь перебування поета Т. Г. Шевченка в м. Дубно                                                      | вул. Енгельса (Драгоманова)                                          |
| 6  | Монумент героям танкової битви                                                                                              | західна окраїна міста                                                |
| 7  | Меморіальна дошка на будинку гімназії, де навчався археолог, доктор історичних наук І.К Свєшніков                           | вул. Шевченка, 23                                                    |
| 8  | Меморіальна дошка на честь краєзнавця, просвітянина І. Лозов'юка                                                            | вул. Шевченка, 23                                                    |
| 9  | Меморіальна дошка на честь політв'язнів, які загинули в Дубенській тюрмі                                                    | вул. Грушевського                                                    |
| 10 | Меморіальна дошка на честь поета В. Ф. Галеті                                                                               | вул. Свободи, 54                                                     |
| 11 | Меморіальна дошка на честь 200-річчя від дня народження французького письменника Оноре де Бальзака                          | вул. Кирила і Мефодія                                                |
| 12 | Меморіальна дошка на честь польського вченого та просвітителя Тадеуша Чацького                                              | вул. Замкова, 7                                                      |
| 13 | Меморіальна дошка на честь класика польської літератури Антонія Мальчевського                                               | вул. Острозького, 16                                                 |
| 14 | Меморіальна дошка на честь художника, громадського діяча, колишнього політв'язня М. Боришкевича                             | вул. Некрасова, 27                                                   |
| 15 | Пам. знак на честь 60-річчю УПА                                                                                             | вул. Залізнична (привокзальний майдан)                               |
| 16 | Місце розстрілів громадян єврейської національності фашистськими окупантами                                                 | м. Дубно, біля станції автосервісу (колишній стадіон)                |
| 17 | Місце розстрілів жертв сталінізму                                                                                           | м. Дубно, вул. Сурмичі                                               |
| 18 | Місце розстрілів мирних жителів та військовополонених фашистськими окупантами                                               | м. Дубно, ріг вулиць Забрама і Галицького                            |
| 19 | Місце таборів та розстрілів радянських військовополонених фашистськими окупантами                                           | м. Дубно, вул. Сурмичі (колишнє приміщення хмелярні)                 |
| 20 | Місце розстрілів громадян єврейської національності фашистськими окупантами                                                 | м. Дубно, біля ринку (залишки єврейського кладовища) вул. Млинівська |
| 21 | Історико-меморіальний будинок, в якому навчалися Свєшніков І. К. та Возовик І.                                              | вул. Шевченка                                                        |
| 22 | Братська могила жертв НКВД                                                                                                  | костел бернардинів                                                   |
|    | |                                                                      |

## Пам'ятки монументального мистецтва
| № | назва                                                        | адреса                                       |
| - | ------------------------------------------------------------ | -------------------------------------------- |
| 1 | Пам'ятник поету Т. Г. Шевченку                               | вул. Д. Галицького, 68                       |
| 2 | Пам'ятник вченому хірургу, анатому і педагогу Н. І. Пирогову | вул. Шевченка, 51                            |
| 3 | Пам'ятник поету Т. Г. Шевченку                               | на території заводу гумово-технічних виробів |
|   |                                                              |                                              |

## Джерело
- Пам'ятки Рівненщини